# Фльорі Ді Налло
Фльорі Ді Налло (фр. Fleury Di Nallo, нар. 20 квітня 1943, Ліон) — французький футболіст, що грав на позиції нападника, насамперед за «Ліон» та національну збірну Франції.
Входить до десятки найкращих бомбардирів чемпіонату Франції з футболу в історії.

## Клубна кар'єра
У дорослому футболі дебютував 1960 року виступами за команду «Ліон», в якій провів чотирнадцять сезонів, взявши участь у 413 матчах чемпіонату.  Більшість часу, проведеного у складі «Ліона», був основним гравцем атакувальної ланки команди. У складі «Ліона» був одним з головних бомбардирів команди, маючи середню результативність на рівні 0,44 гола за гру першості. За цей час виборов титул володаря Кубка Франції, ставав володарем Суперкубка Франції.
Протягом 1974—1975 років захищав кольори клубу «Ред Стар». Ця команда стала останнім представником елітного французького дивізіону у кар'єрі Ді Налло, який загалом на найвищому рівні французької першості відзначився 187 голами у 425 іграх, ставиш на той час шостим найкращим бомбардиром в історії Ліги 1.
Завершував ігрову кар'єру у команді «Монпельє», за яку виступав протягом 1975—1978 років на рівні третього і четвертого французьких дивізіонів.

## Виступи за збірну
1962 року дебютував в офіційних матчах у складі національної збірної Франції. Протягом наступних десяти років провів у її формі 10 матчів, забивши 8 голів.

## Титули і досягнення
- Володар Кубка Франції (3):

«Ліон»: 1963-1964, 1966-1967, 1972-1973
- Володар Суперкубка Франції (1):

«Ліон»: 1973